# Gillion de Trazegnies d'Ittre
Gillion Charles Joseph Henri Théodore Eugène de Trazegnies d'Ittre (Nijvel, 18 oktober 1772 - Corroy-le-Château, 3 mei 1847) was een Zuid-Nederlands edelman uit de aloude familie de Trazegnies.

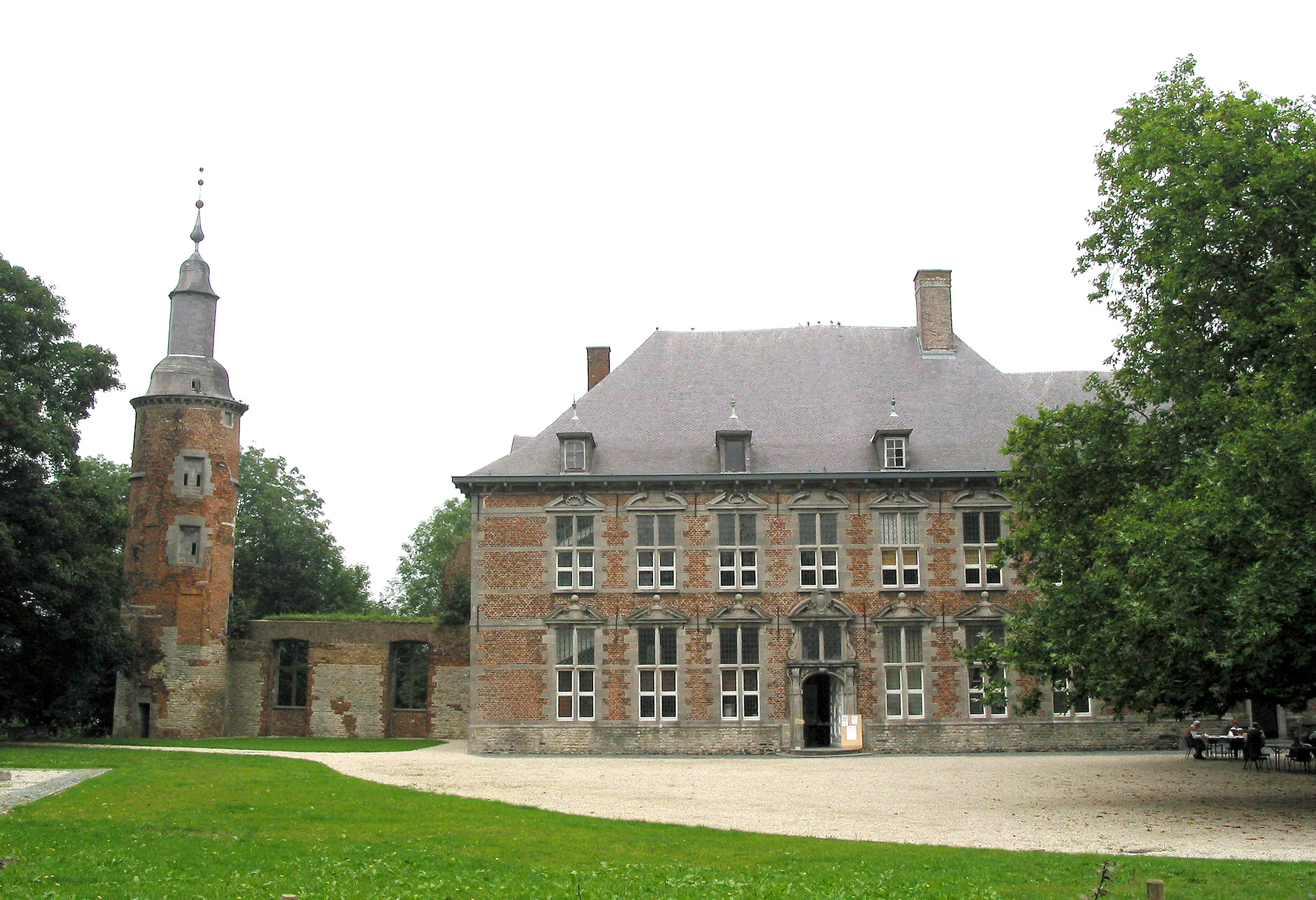
Het kasteel van Trazegnies

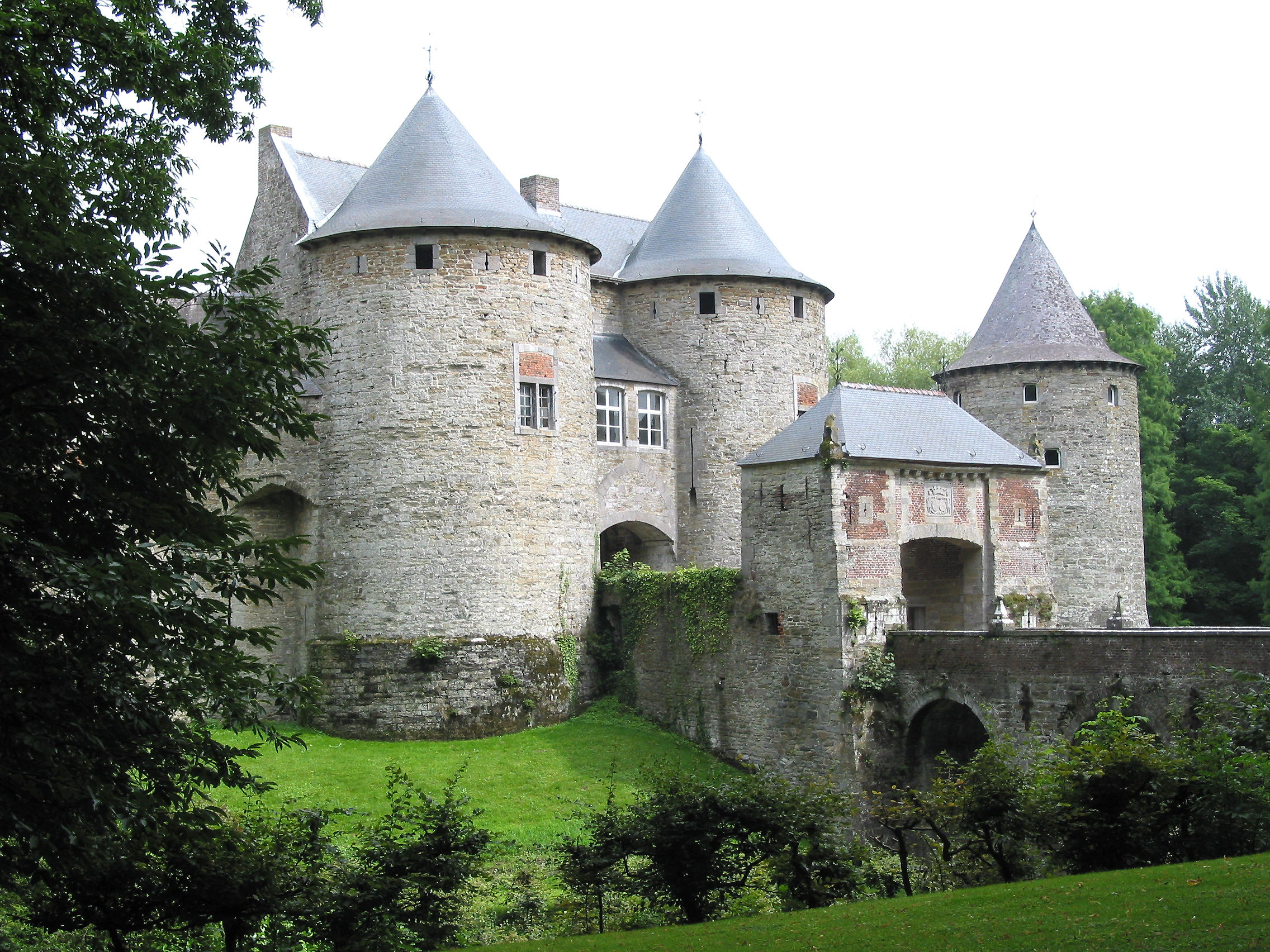
Het kasteel van de familie de Trazegnies d'Ittre, Corroy-le-Château

## Familie
Gillion was een zoon van markies Eugène-Gillion de Trazegnies (1739-1803), die de naam De Trazegnies d'Ittre aannam na zijn huwelijk met Victoire de Rifflart, markiezin van Itter (1750-1806). In 1777 werd hij door aartshertogin en keizerin Maria Theresia verheven tot markies de Trazegnies d'Ittre. Het huwelijk kende zijn drama's, want Victoire was pas 24 toen de eerste tekenen van zinsverbijstering zich voordeden en tot aan haar dood in stijgende lijn gingen.
Hij was een kleinzoon van markies Philippe-Ignace de Trazegnies (1685-1739) en van barones Eleonore de Bode (1698-1755). Een paar voorvaders hadden het fortuin en het aanzien van het geslacht Trazegnies zwaar aangetast. Eleonore was een merkwaardige vrouw die in grote mate het fortuin herstelde. Zij was een dochter van Juste-Vollrad de Bode, minister van keizer Karel VI. Het fortuin dat ze bij de dood van haar vader in 1727 erfde, liet haar toe de schulden die de familie de Trazegnies bezwaarden, af te lossen. Ze kon het kasteel van Trazegnies restaureren en het kasteel van Villemont bijna volledige herbouwen.

## Levensloop

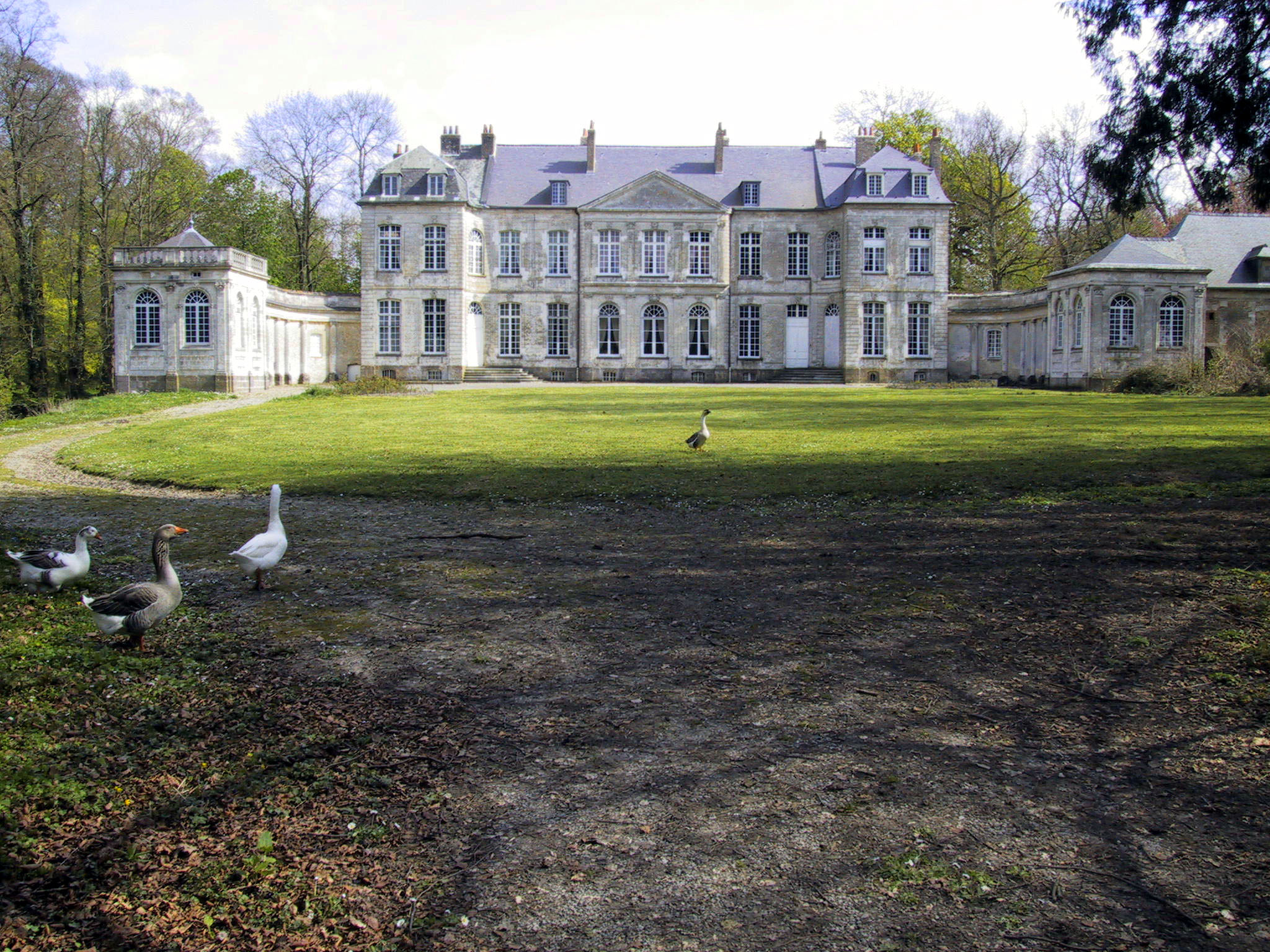
Kasteel van Gillion de Trazegnies de Bomy

Toen hij vijf was bracht Gillion het grootste deel van zijn tijd door op het kasteel van de volle neef van zijn vader, Gillion de Trazegnies, markies de Bomy, burggraaf van Arnemuiden, die met zijn vrouw, Marie-Ferdinande, prinses van Croÿ, markiezin van Molembais, kinderloos bleef en geneigd was de jonge Gillion te adopteren, wat gelet de grote rijkdom van deze Gillion erg voordelig zou zijn voor de familie Trazignies. Later kwam er echter een kink in de kabel en de adoptie (en de erfenis) gingen niet door.
In 1781 liep Gillion school in Béthune en vanaf 1784 was hij op het college van de benedictijnen in Metz. Hij studeerde verder aan de universiteit van Heidelberg.
Toen kwamen de revolutiejaren. Daar waar heel wat van hun Franse vrienden en familie onder de guillotine eindigden, bleef de Zuid-Nederlandse adel van het ergste gespaard, omdat de negen verenigde departementen pas veroverd werden toen de Terreur op zijn einde liep. Gillion trad in dienst als officier in Oostenrijkse regimenten. Hij werd kolonel bij de dragonders van de keurvorst van Beieren. Vanaf 1798 (Verdrag van Campo Formio) was de vrede voor enkele jaren hersteld en verliet hij het leger. In 1803 vond zijn huwelijk plaats met gravin Amalie van Nassau-Corroy (1784-1832) en ze hadden drie dochters en een zoon, Charles de Trazegnies (1804-1865). Gillion was dertig, zij was achttien. In 1805 werd hij kamerheer bij de door Napoleon benoemde koning Maximiliaan I van Beieren. Van 1808 tot 1818 woonde het gezin in het kasteel van Baudémont (dat niet haar eigendom was), hoewel tijdens die periode de huisvader ook vaak op reis was.
In 1813 nam hij deel aan de Volkerenslag bij Leipzig (men weet niet of hij er voor de Habsburgers dan wel voor Napoleon vocht) en hij maakte er kennis met de Zwitserse protestant Ami Magniet In 1814 nam hij de leiding over een regiment die in Bergen werd opgericht, tegen Napoleon. Hij won gevechten tegen Franse troepen bij Doornik.
Zoals zijn neef Georges de Trazegnies werd hij in 1816 in de erfelijke adel erkend, met de titel markies, overdraagbaar op al zijn afstammelingen en met benoeming in de Ridderschap van de provincie Namen. Koning Willem I wist dat het om een ver familielid ging, aangezien hij met een Nassau getrouwd was, en benoemde hem tot zijn kamerheer.
Ami Magniet, zijn Zwitserse vriend die zich in Bohemen had gevestigd, overtuigde hem om daar in 1817 een domein aan te kopen met een oppervlakte van circa duizend hectare. De bedoeling was om er suikerbiet te telen. Met vrouw en kinderen vestigde hij zich in het kasteel van Zaky. Voor de bieten was het niet de beste tijd, want na Napoleon en na de opheffing van de continentale blokkade was het rietsuiker weer beschikbaar en werd het geprefereerd. Gillion kon in Bohemen niet bogen op zijn titel van markies, en werd in 1818 door keizer Frans met een titel van graaf bedacht. 
De onderneming werd geen succes en Trazegnies leed zware verliezen. Hij verkocht zijn Boheemse eigendommen en kwam naar de Nederlanden terug. Hij moest er trouwens zijn rechten verdedigen tegen koning Willem I die, op basis van zestiende-eeuwse documenten alle eigendommen van de Nassaus in de Zuidelijke Nederlanden voor zich opeiste, met inbegrip van wat aan de echtgenote van Gillion toebehoorde. De rechtbanken gaven Trazegnies gelijk, tegen de koning. In de nasleep van de Belgische onafhankelijkheid kwam hij in het kasteel van Corroy wonen, waar zijn vrouw in 1832 overleed.
Zijn laatste levensjaren bracht hij in onmin met zijn kinderen door. Charles (1804-1865) trouwde in 1825, tegen de zin van zijn vader, met Raphaëlle de Romrée (1804-1869). De oudste dochter, Octavie (1805-1846), verliet hem om in Parijs te gaan sterven. Zijn tweede dochter, Annaïde (1808-1869), trouwde in 1840 zeer gunstig met de Franse markies Jules Bernard de Montebise (1787-1872). De derde, Euphrasie (1812-1872), trouwde in 1844 beneden haar stand met kolonel Eugène de Thysebaert (1799-1873).
Na de dood van zijn vrouw nam hij een vriendin in huis, die het nogal op zijn centen gemunt had. Het fortuin kwam in gevaar en de kinderen wilden hem onder curatele plaatsen, wat tot processen leidde. Toen hij uiteindelijk in het kasteel van Corroy de geest gaf, was het fortuin nogal verminderd.
Gillion had ook de hobby van het componeren van muziek. Verschillende composities van hem zijn in handschrift bewaard. Hij componeerde in een stijl die later ook door de componist Meyerbeer werd gehanteerd.